# Luftschiffhafen Seddin

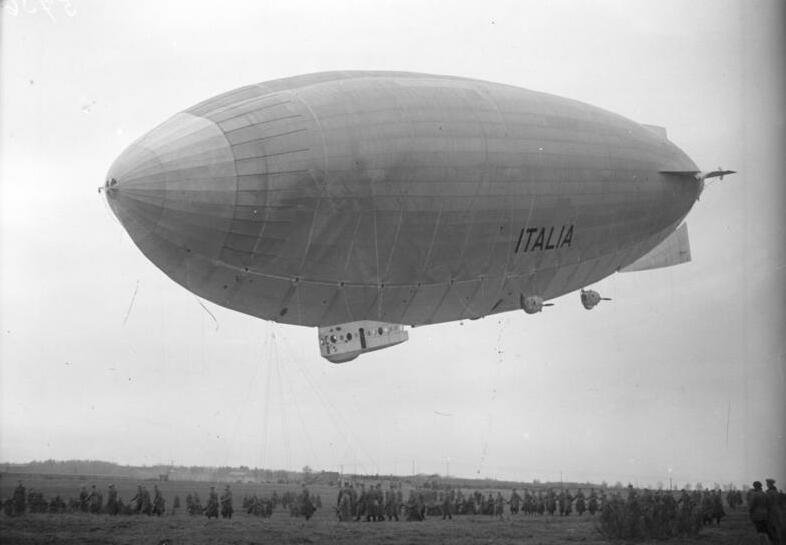
Landung der Italia 1928

Der Luftschiffhafen Seddin wurde während des Ersten Weltkrieges eingerichtet. Er befand sich bei dem Vorwerk Seddin in der Nähe von Jeseritz im Landkreis Stolp in Pommern. Er bestand aus einem Landeplatz für Luftschiffe, zwei Luftschiffhallen, einer Wasserstoffproduktion, Lagern und Werkstätten.

## Stationierte Einheiten
- Marineluftschiff SL4 (erste Fahrt: 2. Mai 1915. Insgesamt 21 Aufklärungsfahrten über Nord- und Ostsee.) Zwei Angriffe gegen die Insel Ösel mit 600 kg Bomben. Am 14. Dezember 1915 in der Halle Seddin durch Sturm zerstört.
- Marineluftschiff SL6 (erste Fahrt: 9. Oktober 1915. Insgesamt sechs Aufklärungsfahrten.) Am 10. November 1915 kurz nach dem Start in der Nähe von Seddin verbrannt.
- Marineluftschiff SL8 (erste Fahrt: 30. März 1916. Insgesamt 34 Aufklärungsfahrten über Nord- und Ostsee.) Drei Angriffsfahrten mit 4600 kg Bomben gegen Werder, Moon und Pernau.

Im Zuge von Unternehmen Albion fuhren die Luftschiffe L30 (Oblt.z.S Vermehren), LZ113 und LZ120, (Kptlt. Zaeschmar und Kptlt. von Lossnitzer), L37 (Kptlt. Paul Gartner) sowie SL8 (Oblt.z.S. Ratz) Bombenangriffe gegen die Stadt Pernau an der Rigaer Bucht. SL8 erreichte sein Ziel nicht: Nach Problemen an drei der fünf Motoren kehrte er nach Seddin zurück.
Am 20. November 1917 wird SL8 als veraltet außer Dienst gestellt und in Seddin demontiert.

## Zwischen den Weltkriegen
Fast alle Luftschiffhallen auf deutschem Boden wurden als Folge des Vertrag von Versailles nach dem Ersten Weltkrieg abgerissen. Die kleinere, 180 m lange Luftschiffhalle in Seddin blieb davon jedoch aus unbekannten Gründen verschont. So diente sie 1928 der italienischen Italia als Reparaturwerft, nachdem sie auf dem Weg zum Nordpol einen Leitwerksschaden erlitten hatte. Von 1929 bis 1932 wurden in Seddin halbstarre Luftschiffe vom Typ Parseval-Naatz gebaut.

## Nachkriegszeit
Nach dem Zweiten Weltkrieg fiel das Gebiet an Polen. Die Luftschiffhalle wurde unter anderem als Getreidelager benutzt. Seit 1987 diente die Halle der örtlichen Feuerwehr. Am 6. September 1989 fing sie bei Schweißarbeiten Feuer. Die letzte deutsche Luftschiffhalle aus der Zeit des Ersten Weltkriegs wurde völlig zerstört.